# Viscum cuneifolium
Viscum cuneifolium är en sandelträdsväxtart som beskrevs av John Gilbert Baker. Viscum cuneifolium ingår i släktet mistlar, och familjen sandelträdsväxter.

## Underarter
Arten delas in i följande underarter:
- V. c. cryptophlebium
- V. c. demissum
- V. c. grandifolium
- V. c. lanceolatum